# 여자신
여자신(餘自信, ?~?)은 백제 부흥운동에 참여한 백제의 왕족이다.

## 생애
나당연합군한테 사비성이 함락되자 당시 달솔이었던 그는 구마노리성 혹은 도도기류산을 중심으로 병사들을 모았으며, 무기가 부족하자 몽둥이로 신라군을 공격해서 무기를 빼앗았다고 한다. 사비성 회복 후에는 복신과 함께 좌평에 올랐다.
하지만 백촌강 전투에서 나당연합군에게 패하자 7백여 명의 백제 유민들을 대리고 왜로 망명했다. 671년 1월 야마토조정으로부터 종4위하 대금하(大錦下)의 관등을 제수받고, 법관대보(法官大輔)에 임명되었다. 또한 그는 다카노미야코씨(高野造氏)의 시조로, 그의 후손들은 전문적인 수공업을 관장하는 집단의 수장으로서의 신분을 누렸다.